# 米哈伊洛夫卡区 (伏尔加格勒州)
米哈伊洛夫卡区（羅馬化：Mikhaylovskiy rayon）是俄罗斯伏尔加格勒州的区，行政中心为米哈伊洛夫卡，面积约3,600平方（1,400平方英里）。
该区2021年人口有23,615人；2010年人口25,936；2002年人口25,978；1989年人口25,112。